# Crinum filifolium
Crinum filifolium là một loài thực vật có hoa trong họ Amaryllidaceae. Loài này được H.Perrier mô tả khoa học đầu tiên năm 1939.